# Frans Brugman
Frans Brugman (Haarlem, 3 december 1948) is een Nederlandse onderzoeker. Hij studeerde Restauratie en Architectuur aan de Technische Universiteit Delft. Zijn promotieonderzoek deed hij naar de architectuur op de Bovenwindse Eilanden, in het bijzonder de authentieke cottages van Saba.
Op dit moment (in 2005) staat hij aan het hoofd van Stadsherstel Willemstad.